# Kwango (Provinz)
Koordinaten: 4° 50′ S, 17° 0′ O
Kwango ist eine Provinz in der Demokratischen Republik Kongo mit etwa 2,1 Mio. Einwohnern (2015). Die Hauptstadt ist Kenge.

## Geographie
Kwango liegt im Südwesten des Landes und wird vom Fluss Kwilu durchflossen. Es grenzt im Norden an die Provinz Kwilu, im Osten an Kasaï, im Süden und Westen an Angola und im Nordwesten an Kongo Central und Kinshasa.

### Verwaltungsgliederung
Die Provinz unterteilt sich in die fünf Territorien Feshi, Kahemba, Kasongo-Lunda, Kenge und Popokabaka sowie die Stadt Kenge.

## Geschichte
Die Provinz Kwango wurde 1962 gegründet. Am 18. Januar 1966 wurde aus Kwango, Kwilu und Mai-Ndombe die Provinz Bandundu gebildet.
Gemäß der administrativen Neueinteilung des Landes, welche in der Verfassung von 2005 vorgesehen war, sollte die Provinz Bandundu zerteilt werden, Kwango erneut den Provinzstatus erhalten und als eine von 26 Provinzen eine eigenständige Verwaltung und ein eigenes Regionalparlament bekommen. Im Januar 2011 wurde die Verwaltungsreform durch eine umstrittene Verfassungsänderung von Präsident Joseph Kabila praktisch abgesagt. Allerdings wurde die Verwaltungsänderung 2015 doch umgesetzt und Kwango erhielt wieder den Status als Provinz.
Zum Jahresende 2024 brach in der Provinz eine noch nicht diagnostizierte Krankheit mit grippeähnlichen Symptomen aus, an der nach Angaben lokaler Behörden mindestens 143 Menschen starben. Die Weltgesundheitsorganisation entsandte ein eigenes Team in die Region. In mehreren Proben konnte die WHO Malaria nachweisen.

## Regierungschefs
Die Regierungschefs trugen zuerst den Namen Präsident, ab 1965 Gouverneur.
- Albert Delvaux (23. September 1962 – 11. November 1962)
- Emmanuel Mayamba (November 1962)
- Alphonse Pashi (1962 – April 1963)
- Pierre Masikita (August 1963 – April 1964)
- Belunda Kavunzu (April 1964 – 30. September 1964)
- Joseph Kulumba (30. September 1964 – 24. August 1965)
- Pierre Masikita (24. August 1965 – 25. April 1966; 2. Amtszeit)

Zeitweilig Special Commissioners; ab April 2016 erneut Gouverneure:
- Larousse Kabula Mavula  (29. Oktober 2015 – 17. November 2017)
- Emery Kaputu Vita (amtierend) (17. November 2017 – 2. Juli 2018)
- Kanys Makofi Kabamba (2. Juli 2018 – 9. Mai 2019)
- Jean-Marie Peti Peti Tamata (9. Mai 2019 – 1. Juli 2020; 1. Amtszeit)
- Léopold Kangulumba Kisesele (1. Juli 2020 – 3. November 2020)
- Jean-Marie Peti Peti Tamata (3. November 2020 – 3. Juli 2024 ; 2. Amtszeit)
- Willy Bitwisila (3. Juli 2024 – amtierend)